# Loturile pentru Campionatul Mondial de Fotbal 1930
Mai jos sunt loturile pentru Campionatul Mondial de Fotbal 1930 turneu organizat în Uruguay.
Iugoslavia a fost singura echipă care avea jucători ce activau la cluburi din străinătate, și anume 3 jucători de la cluburi franceze.

## Grupa 1

### Argentina
Antrenorul principal: Francisco Olazar și Juan José Tramutola
| Nr. | Poz. | Jucător              | Data nașterii (vârsta) | Selecții | Club                  |
| --- | ---- | -------------------- | ---------------------- | -------- | --------------------- |
| -   | P    | Ángel Bossio         | 5 mai 1905             |          | CA Talleres           |
| -   | P    | Juan Botasso         | 23 octombrie 1908      |          | Quilmes AC            |
| -   | A    | Roberto Cherro       | 23 septembrie 1907     |          | Boca Juniors          |
| -   | F    | Alberto Chividini    | 23 februarie 1907      |          | Central Norte Tucumán |
| -   | A    | Attilio Demaría      | 19 martie 1909         |          | Estudiantil Porteño   |
| -   | F    | José Della Torre     | 23 martie 1906         |          | Racing Club           |
| -   | F    | Juan Evaristo        | 20 iunie 1902          |          | Sportivo Barracas     |
| -   | A    | Mario Evaristo       | 10 decembrie 1908      |          | Boca Juniors          |
| -   | A    | Manuel Ferreira      | 22 octombrie 1905      |          | Estudiantes           |
| -   | M    | Luis Monti           | 15 mai 1901            |          | San Lorenzo           |
| -   | F    | Ramón Muttis         | 12 martie 1899         |          | Boca Juniors          |
| -   | F    | Rodolfo Orlandini    | 1 ianuarie 1905        |          | Estudiantil Porteño   |
| -   | F    | Fernando Paternoster | 24 mai 1903            |          | Racing Club           |
| -   | A    | Natalio Perinetti    | 28 decembrie 1900      |          | Racing Club           |
| -   | A    | Carlos Peucelle      | 13 septembrie 1908     |          | Sportivo Buenos Aires |
| -   | F    | Edmundo Piaggio      | 3 octombrie 1910       |          | Lanús                 |
| -   | A    | Alejandro Scopelli   | 12 mai 1908            |          | Estudiantes           |
| -   | A    | Carlos Spadaro       | 5 februarie 1902       |          | Lanús                 |
| -   | A    | Guillermo Stábile    | 17 ianuarie 1905       |          | Huracán               |
| -   | M    | Pedro Suárez         | 21 decembrie 1909      |          | Boca Juniors          |
| -   | A    | Francisco Varallo    | 5 februarie 1910       |          | Gimnasia              |
| -   | F    | Adolfo Zumelzú       | 5 ianuarie 1902        |          | Estudiantil Porteño   |

### Chile
Antrenorul principal:  György Orth
| Nr. | Poz. | Jucător             | Data nașterii (vârsta) | Selecții | Club                            |
| --- | ---- | ------------------- | ---------------------- | -------- | ------------------------------- |
| -   | A    | Juan Aguilera       |                        |          | Audax Italiano                  |
| -   | A    | Guillermo Arellano  | 21 august 1908         |          | Colo-Colo                       |
| -   | F    | Ernesto Chaparro    | 4 ianuarie 1901        |          | Colo-Colo                       |
| -   | A    | Arturo Coddou       |                        |          | Arturo Fernández Vial           |
| -   | P    | Roberto Cortés      | 2 februarie 1905       |          | Colo-Colo                       |
| -   | M    | Humberto Elgueta    |                        |          | Santiago Wanderers              |
| -   | P    | Cesar Espinoza      |                        |          | Santiago Wanderers              |
| -   | F    | Víctor Morales      | 10 mai 1905            |          | Colo-Colo                       |
| -   | A    | Horacio Muñoz       |                        |          | Arturo Fernández Vial           |
| -   | A    | Tomás Ojeda         | 20 aprilie 1910        |          | Boca Juniors Antofagasta        |
| -   | F    | Ulises Poirier      | 2 februarie 1897       |          | La Cruz Valparaiso              |
| -   | F    | Guillermo Riveros   | 10 februarie 1902      |          | La Cruz Valparaiso              |
| -   | M    | Guillermo Saavedra  | 5 noiembrie 1903       |          | Colo-Colo                       |
| -   | A    | Carlos Schneeberger | 21 iunie 1902          |          | Colo-Colo                       |
| -   | A    | Guillermo Subiabre  | 25 februarie 1902      |          | Colo-Colo                       |
| -   | M    | Arturo Torres       | 20 octombrie 1906      |          | Colo-Colo                       |
| -   | M    | Casimiro Torres     | 1906                   |          | Everton de Viña del Mar         |
| -   | A    | Carlos Vidal        | 24 februarie 1902      |          | Audax Italiano                  |
| -   | A    | Eberardo Villalobos | 1 aprilie 1908         |          | Club Social de Deportes Rangers |

### Franța
Antrenorul principal: Raoul Caudron
| Nr. | Poz. | Jucător              | Data nașterii (vârsta) | Selecții | Club                 |
| --- | ---- | -------------------- | ---------------------- | -------- | -------------------- |
| -   | F    | Numa Andoire         | 19 martie 1908         | 0        | FC Antibes           |
| -   | F    | Marcel Capelle       | 11 decembrie 1904      | 4        | RC Paris             |
| -   | M    | Augustin Chantrel    | 11 noiembrie 1906      | 8        | CASG Paris           |
| -   | A    | Edmond Delfour       | 1 noiembrie 1907       | 6        | RC Paris             |
| -   | M    | Célestin Delmer      | 15 februarie 1907      | 2        | Amiens               |
| -   | A    | Marcel Langiller     | 2 iunie 1908           | 8        | Excelsior AC Roubaix |
| -   | M    | Jean Laurent         | 30 decembrie 1906      | 3        | Sochaux              |
| -   | A    | Lucien Laurent       | 10 decembrie 1907      | 2        | Sochaux              |
| -   | A    | Ernest Libérati      | 22 martie 1906         | 3        | Amiens               |
| -   | A    | André Maschinot      | 28 iunie 1903          | 3        | Sochaux              |
| -   | F    | Étienne Mattler      | 25 decembrie 1905      | 1        | Sochaux              |
| -   | M    | Marcel Pinel         | 8 iulie 1908           | 3        | Red Star             |
| -   | P    | André Tassin         | 1902                   | 0        | RC Paris             |
| -   | P    | Alex Thépot          | 30 iulie 1906          | 12       | Red Star             |
| -   | A    | Émile Veinante       | 12 iunie 1907          | 3        | RC Paris             |
| -   | M    | Alexandre Villaplane | 12 septembrie 1905     | 22       | RC Paris             |

### Mexic
Antrenorul principal: Juan Luque de Serralonga
| Nr. | Poz. | Jucător                   | Data nașterii (vârsta) | Selecții | Club         |
| --- | ---- | ------------------------- | ---------------------- | -------- | ------------ |
| -   | M    | Efraín Amézcua            |                        |          | Atlante      |
| -   | P    | Oscar Bonfiglio           | 5 octombrie 1905       |          | CD Marte     |
| -   | A    | Juan Carreño              | 14 august 1907         |          | Atlante      |
| -   | A    | Jesús Castro              |                        |          | Atlante      |
| -   | F    | Rafael Garza Gutiérrez    | 13 decembrie 1896      |          | Club América |
| -   | F    | Francisco Garza Gutiérrez | 1904                   |          | Club América |
| -   | A    | Roberto Gayón             | 1905                   |          | Club América |
| -   | A    | Hilario López             | 18 noiembrie 1907      |          | CD Marte     |
| -   | A    | Dionisio Mejía            | 6 ianuarie 1907        |          | Atlante      |
| -   | A    | Felipe Olivares           | 1905                   |          | Atlante      |
| -   | A    | Luis Pérez                | 1907                   |          | Necaxa       |
| -   | M    | Raymundo Rodríguez        | 1905                   |          | CD Marte     |
| -   | M    | Felipe Rosas              | 5 februarie 1910       |          | Atlante      |
| -   | F    | Manuel Rosas              | 17 aprilie 1912        |          | Atlante      |
| -   | A    | José Ruíz                 | 1904                   |          | Necaxa       |
| -   | M    | Alfredo Sánchez           |                        |          | Club América |
| -   | P    | Isidoro Sota              | 4 februarie 1902       |          | Club América |

## Grupa 2

### Iugoslavia
Antrenorul principal: Boško Simonović
| Nr. | Poz. | Jucător              | Data nașterii (vârsta) | Selecții | Club                |
| --- | ---- | -------------------- | ---------------------- | -------- | ------------------- |
| -   | M    | Milorad Arsenijević  | 6 iunie 1906           | 16       | OFK Belgrad         |
| -   | A    | Ivan Bek             | 29 octombrie 1909      | 2        | FC Sète             |
| -   | M    | Momčilo Đokić        | 27 februarie 1911      | 2        | Jugoslavija Beograd |
| -   | A    | Branislav Hrnjiček   | 5 iunie 1908           | 4        | Jugoslavija Beograd |
| -   | F    | Milutin Ivković      | 3 martie 1906          | 22       | FK BASK             |
| -   | P    | Milovan Jakšić       | 21 septembrie 1909     | 2        | FK BASK             |
| -   | A    | Blagoje Marjanović   | 9 septembrie 1907      | 15       | OFK Belgrad         |
| -   | A    | Branislav Marković   |                        | 0        | Vojvodina           |
| -   | F    | Dragoslav Mihajlović | 13 decembrie 1906      | 1        | OFK Belgrad         |
| -   | A    | Dragutin Najdanović  | 15 aprilie 1908        | 3        | OFK Belgrad         |
| -   | A    | Branislav Sekulić    | 29 octombrie 1906      | 3        | Montpellier         |
| -   | M    | Teofilo Spasojević   | 21 ianuarie 1909       | 1        | Jugoslavija Beograd |
| -   | M    | Ljubiša Stefanović   | 4 ianuarie 1910        | 0        | FC Sète             |
| -   | P    | Milan Stojanović     |                        | 0        | OFK Belgrad         |
| -   | A    | Aleksandar Tirnanić  | 15 iulie 1911          | 5        | OFK Belgrad         |
| -   | F    | Dragomir Tošić       | 8 noiembrie 1909       | 0        | OFK Belgrad         |
| -   | A    | Đorđe Vujadinović    | 6 decembrie 1909       | 4        | OFK Belgrad         |

### Brazilia
Antrenorul principal: Píndaro de Carvalho Rodrigues
| Nr. | Poz. | Jucător        | Data nașterii (vârsta) | Selecții | Club             |
| --- | ---- | -------------- | ---------------------- | -------- | ---------------- |
| -   | A    | Araken         | 17 iulie 1905          |          | Santos           |
| -   | A    | Benedicto      | 10 mai 1910            |          | Botafogo RJ      |
| -   | M    | Benevenuto     | 8 august 1903          |          | Flamengo         |
| -   | F    | Brilhante      | 5 noiembrie 1904       |          | Vasco da Gama    |
| -   | A    | Carvalho Leite | 25 iunie 1912          |          | Botafogo RJ      |
| -   | A    | Doca           | 7 aprilie 1903         |          | São Cristóvão FR |
| -   | M    | Fausto         | 28 ianuarie 1905       |          | Vasco da Gama    |
| -   | M    | Fernando       | 1 martie 1906          |          | Fluminense       |
| -   | M    | Fortes         | 9 septembrie 1901      |          | Fluminense       |
| -   | M    | Hermógenes     | 4 noiembrie 1908       |          | América FC       |
| -   | F    | Itália         | 22 mai 1907            |          | Vasco da Gama    |
| -   | M    | Ivan Mariz     | 16 mai 1910            |          | Fluminense       |
| -   | P    | Joel           | 1 mai 1904             |          | América FC       |
| -   | A    | Manoelzinho    | 22 august 1907         |          | Goytacaz FC      |
| -   | A    | Moderato       | 14 iulie 1902          |          | Flamengo         |
| -   | A    | Nilo           | 3 aprilie 1903         |          | Botafogo RJ      |
| -   | F    | Oscarino       | 17 ianuarie 1907       |          | Ypiranga Niterói |
| -   | M    | Pamplona       | 24 martie 1904         |          | Botafogo RJ      |
| -   | A    | Poly           | 26 ianuarie 1909       |          | Americano FC     |
| -   | A    | Preguinho      | 8 februarie 1905       |          | Fluminense       |
| -   | A    | Russinho       | 18 decembrie 1902      |          | Vasco da Gama    |
| -   | A    | Teóphilo       | 11 aprilie 1900        |          | São Cristóvão FR |
| -   | P    | Velloso        | 25 septembrie 1908     |          | Fluminense       |
| -   | F    | Zé Luiz        | 16 noiembrie 1904      |          | São Cristóvão FR |

### Bolivia
Antrenorul principal: Ulises Saucedo
| Nr. | Poz. | Jucător              | Data nașterii (vârsta) | Selecții | Club                 |
| --- | ---- | -------------------- | ---------------------- | -------- | -------------------- |
| -   | A    | Mario Alborta        | 1904                   | 7        | Club Bolívar         |
| -   | M    | Juan Argote          | 1906                   | 0        | Club Bolívar         |
| -   | P    | Jesús Bermúdez       | 1902                   | 6        | Oruro Royal          |
| -   | M    | Miguel Brito         |                        | 0        | Oruro Royal          |
| -   | A    | José Bustamante      | 1907                   | 7        | Litoral (Peru)       |
| -   | F    | Casiano Chavarría    | 3 august 1901          | 6        | Calavera La Paz      |
| -   | F    | Segundo Durandal     | 17 martie 1912         | 0        | CS San Jose Oruro    |
| -   | A    | René Fernández       | 1906                   | 0        | Alianza Oruro        |
| -   | A    | Gumersindo Gómez     | 1907                   | 0        | Oruro Royal          |
| -   | M    | Diógenes Lara        | 1902                   | 7        | Club Bolívar         |
| -   | A    | Rafael Méndez        | 1904                   | 7        | Universitario La Paz |
| -   | P    | Miguel Murillo       |                        | 0        | Club Bolívar         |
| -   | M    | Constantino Noya     |                        | 0        | Oruro Royal          |
| -   | A    | Eduardo Reyes Ortíz  | 1907                   | 0        | The Strongest        |
| *   | F    | Luis Reyes Peñaranda |                        | 0        | Universitario La Paz |
| -   | M    | Renato Sáinz         | 14 decembrie 1899      |          | The Strongest        |
| -   | M    | Jorge Valderrama     | 12 decembrie 1906      | 5        | Oruro Royal          |

## Grupa 3

### Uruguay
Antrenorul principal: Alberto Suppici
| Nr. | Poz. | Jucător             | Data nașterii (vârsta) | Selecții | Club                        |
| --- | ---- | ------------------- | ---------------------- | -------- | --------------------------- |
| -   | M    | José Andrade        | 22 noiembrie 1901      | 29       | Club Nacional               |
| -   | A    | Peregrino Anselmo   | 3 august 1904          | 8        | Peñarol                     |
| -   | P    | Enrique Ballestrero | 18 ianuarie 1905       | 19       | Rampla Juniors              |
| -   | A    | Juan Carlos Calvo   | 26 iunie 1906          | 0        | Miramar Misiones            |
| -   | P    | Miguel Capuccini    | 5 ianuarie 1904        | 6        | Peñarol                     |
| -   | A    | Héctor Castro       | 29 noiembrie 1904      | 17       | Club Nacional               |
| -   | A    | Pedro Cea           | 1 septembrie 1900      | 21       | Club Nacional               |
| -   | A    | Pablo Dorado        | 22 iunie 1908          | 2        | CA Bella Vista              |
| -   | M    | Lorenzo Fernández   | 20 mai 1900            | 20       | Peñarol                     |
| -   | M    | Álvaro Gestido      | 17 mai 1907            | 10       | Peñarol                     |
| -   | A    | Santos Iriarte      | 2 noiembrie 1902       | 5        | Racing Club de Montevideo   |
| -   | F    | Ernesto Mascheroni  | 21 noiembrie 1907      | 0        | CA River Plate (Montevideo) |
| -   | M    | Ángel Melogno       | 22 martie 1905         | 5        | CA Bella Vista              |
| -   | F    | José Nasazzi (c)    | 24 mai 1901            | 28       | CA Bella Vista              |
| -   | A    | Pedro Petrone       | 11 mai 1904            | 27       | Club Nacional               |
| -   | M    | Conduelo Píriz      | 17 iunie 1905          | 7        | Club Nacional               |
| -   | F    | Emilio Recoba       | 3 noiembrie 1904       | 5        | Club Nacional               |
| -   | M    | Carlos Riolfo       | 5 noiembrie 1905       | 2        | Peñarol                     |
| -   | A    | Zoilo Saldombide    | 18 martie 1905         | 14       | Montevideo Wanderers        |
| -   | A    | Héctor Scarone      | 26 noiembrie 1898      | 48       | Club Nacional               |
| -   | F    | Domingo Tejera      | 27 iulie 1899          | 15       | Montevideo Wanderers        |
| -   | A    | Santos Urdinarán    | 30 martie 1900         | 19       | Club Nacional               |

### România
Antrenorul principal: Costel Rădulescu
| Nr. | Poz. | Jucător             | Data nașterii (vârsta)          | Selecții | Club                 |
| --- | ---- | ------------------- | ------------------------------- | -------- | -------------------- |
| -   | A    | Ștefan Barbu        | 2 martie 1908                   | 4        | Gloria Arad          |
| -   | M    | Alexandru Borbely   |                                 | 0        | Belvedere București  |
| -   | F    | Rudolf Bürger       | 31 octombrie 1908               | 4        | Chinezul             |
| -   | F    | Iosif Czako         | 11 iunie 1906                   | 1        | UD Reșița            |
| -   | A    | Adalbert Deșu       | 1909                            | 4        | UD Reșița            |
| -   | M    | Alfred Eisenbeisser | 7 aprilie 1908                  | 0        | Dragoș Vodă Cernăuți |
| -   | A    | Andrei Glanzmann    | 27 martie 1907                  | 0        | CA Oradea            |
| -   | A    | Elemér Kocsis       | 27 februarie 1910               | 0        | CA Oradea            |
| -   | A    | Nicolae Kovács      | 23 decembrie 1911               | 3        | Banatul Timișoara    |
| -   | P    | Ion Lǎpușneanu      | 8 decembrie 1908                | 3        | Sportul Studențesc   |
| -   | M    | Ladislau Raffinsky  | 23 aprilie 1905                 | 4        | Juventus București   |
| -   | M    | Corneliu Robe       | 23 mai 1908                     | 0        | Olympia              |
| -   | A    | Constantin Stanciu  | 5 martie 1911                   | 4        | Venus București      |
| -   | M    | Petre Steinbach     | 1 ianuarie 1906                 | 0        | Unirea Tricolor      |
| -   | F    | Adalbert Steiner    | 24 ianuarie 1907                | 9        | Chinezul             |
| -   | M    | Rudolf Steiner      | 20 octombrie 1903 ( 27 de ani ) | 5        | Chinezul             |
| -   | A    | Ilie Subășeanu      | 1906                            | 2        | Olympia              |
| -   | M    | Emerich Vogl        | 12 august 1905                  | 10       | Juventus București   |
| -   | A    | Rudolf Wetzer       | 17 martie 1901                  | 12       | Juventus București   |
| -   | P    | Samuel Zauber       | 10 noiembrie 1900               | 0        | Ciocanul             |

### Peru
Antrenorul principal:  Francisco Bru
| Nr. | Poz. | Jucător               | Data nașterii (vârsta) | Selecții | Club                         |
| --- | ---- | --------------------- | ---------------------- | -------- | ---------------------------- |
| -   | M    | Eduardo Astengo       |                        |          | Universitario                |
| -   | A    | Carlos Cillóniz       |                        |          | Universitario                |
| -   | F    | Mario de las Casas    | 31 ianuarie 1901       |          | Lawn Tennis de la Exposición |
| -   | M    | Alberto Denegri       |                        |          | Alianza Lima                 |
| -   | F    | Arturo Fernández      | 10 aprilie 1910        |          | Universitario                |
| -   | M    | Plácido Galindo       | 9 martie 1906          |          | Universitario                |
| -   | M    | Domingo García        | 1904                   |          | Alianza Lima                 |
| -   | A    | Jorge Góngora         | 12 octombrie 1906      |          | Universitario                |
| -   | A    | José María Lavalle    | 5 iunie 1911           |          | Alianza Lima                 |
| -   | A    | Julio Lores           | 15 septembrie 1908     |          | Association FBC              |
| -   | F    | Antonio Maquilón      | 29 noiembrie 1902      |          | Tarapacá Ferroviario         |
| -   | A    | Demetrio Neyra        | 1906                   |          | Alianza Lima                 |
| -   | A    | Pablo Pacheco         |                        |          | Universitario                |
| -   | P    | Jorge Pardon          | 19 decembrie 1909      |          | Sporting Tabaco              |
| -   | M    | Julio Quintana        |                        |          | Alianza Lima                 |
| -   | A    | Lizardo Rodríguez Nue | 30 august 1910         |          | Sport Progreso               |
| -   | A    | Jorge Sarmiento       |                        |          | Alianza Lima                 |
| -   | F    | Alberto Soria         | 10 martie 1906         |          | Alianza Lima                 |
| -   | A    | Luis Souza Ferreira   | 30 iunie 1904          |          | Universitario                |
| -   | P    | Juan Valdivieso       | 6 mai 1910             |          | Alianza Lima                 |
| -   | M    | Juan Alfonso Valle    | 1905                   |          | Italiano Lima                |
| -   | A    | Alejandro Villanueva  | 4 iunie 1908           |          | Alianza Lima                 |

## Grupa 4

### Statele Unite ale Americii
Antrenorul principal: Robert Millar
| Nr. | Poz. | Jucător          | Data nașterii (vârsta) | Selecții | Club                      |
| --- | ---- | ---------------- | ---------------------- | -------- | ------------------------- |
| -   | M    | Andy Auld        | 26 ianuarie 1900       | 1        | Providence FC             |
| -   | A    | Mike Bookie      | 12 septembrie 1904     | 0        | Cleveland Slavia          |
| -   | M    | Jim Brown        | 31 decembrie 1908      | 3        | New York Giants           |
| -   | P    | Jimmy Douglas    | 12 ianuarie 1898       | 5        | New York Nationals        |
| -   | A    | Tom Florie       | 6 septembrie 1897      | 2        | New Bedford Whalers       |
| -   | F    | Jimmy Gallagher  | 7 iunie 1901           | 2        | New York Nationals        |
| -   | F    | James Gentle     | 21 iulie 1904          | 0        | Philadelphia Cricket Club |
| -   | M    | Billy Gonsalves  | 10 august 1908         | 0        | Fall River FC             |
| -   | A    | Bart McGhee      | 30 aprilie 1899        | 0        | New York Nationals        |
| -   | F    | George Moorhouse | 4 mai 1901             | 1        | New York Giants           |
| -   | M    | Arnie Oliver     | 22 mai 1907            | 0        | Providence FC             |
| -   | A    | Bert Patenaude   | 4 noiembrie 1909       | 0        | Fall River FC             |
| -   | F    | Michael Slavin   | 13 octombrie 1904      |          |                           |
| -   | M    | Philip Slone     | 20 ianuarie 1907       | 0        | New York Giants           |
| -   | F    | Raphael Tracey   | 6 februarie 1904       | 0        | Ben Millers               |
| -   | F    | Frank Vaughn     | 18 februarie 1902      | 0        | Ben Millers               |
| -   | F    | Alexander Wood   | 12 iunie 1907          | 0        | Detroit Holley Carburetor |

### Paraguay
Antrenorul principal: José Durand Laguna
| Nr. | Poz. | Jucător                | Data nașterii (vârsta) | Selecții | Club                                 |
| --- | ---- | ---------------------- | ---------------------- | -------- | ------------------------------------ |
| -   | M    | Francisco Aguirre      | 1908                   |          | Olimpia                              |
| -   | P    | Pedro Benítez          |                        |          | Club Libertad                        |
| -   | M    | Santiago Benítez       | 1903                   |          | Olimpia                              |
| -   | A    | Delfín Benítez Cáceres | 24 septembrie 1910     |          | Club Libertad                        |
| -   | A    | Saguier Carreras       |                        |          | Sportivo Luqueño                     |
| -   | F    | Eustacio Chamorro      |                        |          | Presidente Hayes                     |
| -   | P    | Modesto Denis          | 1901                   |          | Club Nacional                        |
| -   | M    | Eusebio Díaz           | 1901                   |          | Club Guaraní                         |
| -   | A    | Diógenes Domínguez     | 1902                   |          | Sportivo Luqueño                     |
| -   | M    | Romildo Etcheverry     | 1907                   |          | Olimpia                              |
| -   | M    | Diego Florentín        |                        |          | Club Atlético River Plate (Asunción) |
| -   | F    | Salvador Flores        | 1906                   |          | Cerro Porteño                        |
| -   | M    | Tranquilino Garcete    | 1907                   |          | Club Libertad                        |
| -   | A    | Aurelio González       | 25 septembrie 1905     |          | Olimpia                              |
| -   | F    | José Miracca           | 23 septembrie 1903     |          | Club Nacional                        |
| -   | A    | Lino Nessi             | 1904                   |          | Club Libertad                        |
| -   | F    | Quiterio Olmedo        | 21 decembrie 1907      |          | Club Nacional                        |
| -   | A    | Amadeo Ortega          |                        |          | Club Atlético River Plate (Asunción) |
| -   | A    | Bernabé Rivera         |                        |          | Sportivo Luqueño                     |
| -   | A    | Gerardo Romero         | 1906                   |          | Club Libertad                        |
| -   | A    | Luis Vargas Peña       | 1905                   |          | Olimpia                              |
| -   | A    | Jacinto Villalba       |                        |          | Cerro Porteño                        |

### Belgia
Antrenorul principal: Hector Goetinck
| Nr. | Poz. | Jucător           | Data nașterii (vârsta) | Selecții | Club                         |
| --- | ---- | ----------------- | ---------------------- | -------- | ---------------------------- |
| -   | A    | Ferdinand Adams   | 3 mai 1903             | 21       | Anderlecht                   |
| -   | P    | Arnold Badjou     | 26 iunie 1909          | 3        | Daring Club Molenbeek        |
| -   | M    | Pierre Braine     | 26 octombrie 1900      | 42       | K. Beerschot V.A.C.          |
| -   | M    | Alexis Chantraine | 16 martie 1901         | 0        | RFC de Liège                 |
| -   | P    | Jean De Bie       | 9 mai 1892             | 37       | K.F.C. Rhodienne-Verrewinkel |
| -   | M    | Jean De Clercq    | 17 mai 1905            | 5        | Antwerp                      |
| -   | F    | Henri De Deken    | 3 august 1907          | 0        | Antwerp                      |
| -   | A    | Gérard Delbeke    | 1 septembrie 1903      | 0        | Club Brugge                  |
| -   | A    | Jan Diddens       | 14 septembrie 1908     | 21       | K.R.C. Mechelen              |
| -   | M    | August Hellemans  | 14 septembrie 1907     | 4        | Mechelen                     |
| -   | F    | Nic Hoydonckx     | 29 decembrie 1900      | 19       | FC Excelsior Hasselt         |
| -   | A    | Jacques Moeschal  | 6 septembrie 1900      | 15       | K.F.C. Rhodienne-Verrewinkel |
| -   | F    | Theodore Nouwens  | 17 februarie 1908      | 10       | K.R.C. Mechelen              |
| -   | A    | André Saeys       | 20 februarie 1911      | 0        | Cercle Brugge                |
| -   | A    | Louis Versyp      | 5 decembrie 1908       | 7        | Club Brugge                  |
| -   | A    | Bernard Voorhoof  | 10 mai 1910            | 6        | Lierse                       |

- NB*: Loturile includ rezerve, alternative și jucători preselectați, care este posibil să fi jucat în calificări și/sau amicalele dinaintea turneului, dar nu la turneul final.